# Mu Centauri

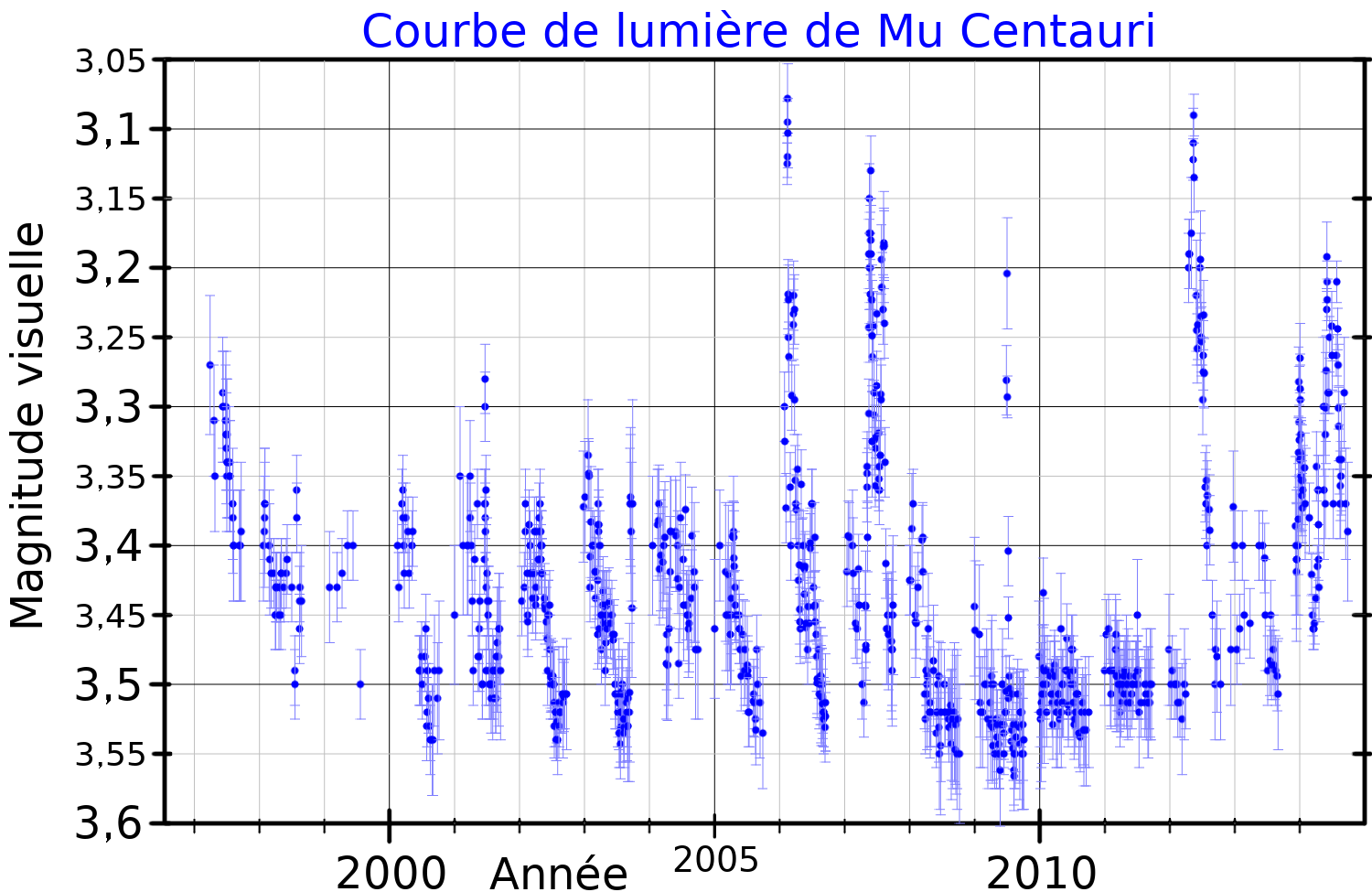
Curva de luz de Mu Centauri

Mu Centauri (μ Cen / HD 120324 / HR 5193) es una estrella en la constelación de Centauro de magnitud aparente +3,46.
No tiene nombre propio habitual, aunque en China era conocida, junto a ν Centauri y φ Centauri, como Wei, «la balanza».
Es miembro de la asociación estelar Centaurus Superior-Lupus y se encuentra a 505 años luz de distancia del sistema solar.
Mu Centauri es una estrella blanco-azulada de tipo espectral B2; aunque catalogada como subgigante, sus características físicas corresponden a las de una estrella a la mitad de su vida dentro de la secuencia principal.
Su temperatura efectiva es de 22 700 K y brilla con una luminosidad, incluida la radiación ultravioleta emitida, 7180 veces mayor que la luminosidad solar.
Con un radio 4,5 veces más grande que el del Sol, gira sobre sí misma con una velocidad de rotación proyectada de 156 km/s, implicando un período de rotación inferior a 1,75 días.
Es una estrella Be rodeada por un disco circunestelar, el cual desde nuestra perspectiva se muestra aproximadamente de perfil; este es tan opaco que Mu Centauri es considerada una «estrella con envoltura».
Igualmente es una estrella variable del tipo Gamma Cassiopeiae con variaciones de brillo impredecibles.
Tiene una masa 9,1 veces mayor que la masa solar.
Mu Centauri tiene una compañera estelar, separada 5 segundos de arco, de la que apenas nada se sabe.
Otra posible acompañante, visualmente a 48 segundos de arco, no es tal, sino sólo una compañera óptica que no está físicamente relacionada con Mu Centauri.